# Dominik Kubalík
Dominik Kubalík (* 21. srpna 1995, Plzeň) je český lední hokejista hrající v týmu EV Zug.

## Hráčská kariéra

### Juniorská kariéra
Je odchovancem plzeňského hokeje, kde patřil mezi nejproduktivnější hráče ve všech věkových kategoriích a především nejlepší střelce. V sezoně 2009–10 v mladším dorostu nastřílel 39 branek v 33 zápasech a se 63 body byl 2. nejproduktivnějším hráčem Plzně, která se stala Mistrem v kategorii mladšího dorostu. O rok později nasbíral ve starším dorostu 59 bodů (38+21) ve 42 zápasech a opět dělil se o první místo v produktivitě Plzně. V sezoně 2011–12 dostal v 16 letech šanci zahrát si 8 zápasů v extralize dospělých za Plzeň, ve kterých vstřelil 1 gól. Zbytek sezony strávil napůl v dorostu a napůl v juniorech. Sezony 2012–13 a 2013–14 strávil v zámoří v juniorské OHL. V nováčkovské sezoně si připsal 34 bodů (17+14) v 67 zápasech za Sudbury a dalších 6 bodů (3+3) přidal v 9 zápasech playoff. Následující ročník zahájil v Sudbury, kde do ledna nasbíral 23 bodů (13+10) v 36 utkáních, a pak byl vyměněn do Kitcheneru za dalšího Čecha Radka Faksu. V Kitchenru, který skončil jako 2. nejhorší tým OHL, pak zaznamenal jen 6 bodů (5+1) v 23 utkáních.

### Profesionální kariéra
I když mohl zůstat v juniorské OHL, rozhodl se před sezonou 2014–15 pro návrat do České republiky zpět do Plzně. Většinu sezony strávil mezi dospělými v extralize, kde nastoupil do 35 zápasů a připsal si 7 bodů (3+4). V předkole playoff přidal ve 4 zápasech 2 body, ale Plzeň vypadla s Mladou Boleslaví 1:3 na zápasy. Mezi dospělými nastoupil ještě na 4 zápasy za Havlíčkův Brod v 1. lize a na 2 zápasy ve 2. lize za Klatovy. Za juniorku Plzně pak ještě zvládl 16 zápasů, v nichž nastřílel 18 gólů a přidal 9 asistencí.
V sezoně 2015–16 se zařadil se mezi nejlepší útočníky extraligy. I díky výtečné spolupráci s Jaroslavem Kracíkem a Miroslavem Indrákem byl s 25 góly v základní části nejlepším střelcem hokejové extraligy. Ve 48 utkáních s celkovými 40 body se dělil o místo nejproduktivnějšího hráče Plzně s Jaroslavem Kracíkem a v rámci extraligy to stačilo na dělené 9. místo v kanadském bodování. Byl nejlepší v extralize se 176 střeleckými pokusy a rovněž se dělil o první místo v počtu gólů v přesilovce (11). V playoff ho ovšem střelecké štěstí opustilo, když se ujala v 11 zápasech pouze jedna z jeho 44 střel (4. nejvyšší počet v celém playoff), a Plzeň vypadla v semifinále se Spartou 2:4 na zápasy.
V sezoně 2016–17 střeleckou trofej obhájil, když dokázal nastřádat dokonce 29 gólů. K tomu přidal 19 asistencí a s celkem 48 body se umístil na 2. místě kanadského bodování celé ligy. Kromě 1 zápasu odehrál všechna utkání základní části. Opět vedl extraligu v počtu střel (221) a dělil se o 1. místo v počtu gólů v přesilovce (11). V playoff si v 11 zápasech připsal 5 bodů (3+2) a Plzeň vypadla ve čtvrtfinále 2:4 na zápasy s Libercem.
V květnu 2017 podepsal smlouvu s Ufou z KHL, která jej v roce 2016 draftovala v 1. kole draftu KHL. Do sestavy se ovšem kvůli omezení, že na soupisce může být maximálně 5 cizinců nedostal, takže se v srpnu dohodl na rozvázání smlouvy a podepsal 3letou smlouvu s týmem HC Ambrì-Piotta ze švýcarské ligy. Sezonu ovšem zahájil na hostování v Plzni, protože i Ambri-Piotta již měla naplněný limit cizinců. Do poloviny listopadu zvládl za Plzeň odehrát 20 utkání, ve kterých nastřílel 16 branek a celkem nasbíral 24 bodů. Extraligu opouštěl jako nejlepší střelec a druhý nejproduktivnější hráč. Ve zbytku sezony pak ve švýcarské lize nasbíral 27 bodů (10+17) v 25 utkáních. V bojích o udržení si pak připsal dalších 7 bodů v 10 utkáních a pomohl týmu Ambri-Piotta k udržení v elitní švýcarské soutěži.
V sezoně 2018–19, v první celé sezoně v Ambri Piotta, se stal nejproduktivnějším hráčem švýcarské ligy, když v 50 zápasech nasbíral 57 bodů (25+32). V počtu asistencí byl 2. v lize a v počtu gólů pak 3. V playoff přidal 6 bodů (1+5) v 5 utkáních. Po sezoně byl vyhlášen nejužitečnějším hráčem vedením švýcarské ligy i médii, která ho rovněž zvolila nejlepším útočníkem a zařadila ho do All-Star týmu.
Dne 29. května 2019 podepsal s Blackhawks roční nováčkovskou smlouvu a během přípravného kempu Blackhawks na sezonu 2019–20 si vybojoval místo v sestavě Blackhawks, takže mohl nastoupit v rámci NHL Global Series ke svému prvnímu utkání NHL v Praze 4. října 2019 proti Philadelphii. První gól a bod v NHL pak zaznamenal v následujícím utkání 10. října 2019 již v Chicagu proti San Jose, když překonal brankáře Aarona Della. A v dalším utkání 12. října proti Winnipegu si připsal i první asistenci v NHL. Za leden 2020 byl vyhlášen nováčkem měsíce NHL, když v 10 utkáních nastřílel stejný počet gólů a přidal 4 asistence. Vyrovnal tak klubový rekord v počtu gólů vstřelených nováčkem v 1 měsíci. V únoru pak přidal 12 bodů (8+4) ve 14 utkáních a 27. února v Tampě Bay vstřelil svůj první hattrick v NHL. Stal prvním nováčkem v historii Chicaga, jenž dokázal vstřelit ve 3 ze 4 zápasů dva nebo více gólů. Dále dokázal jako 6. nováček historie Chicaga vstřelit 20 gólů během méně než 50 utkání.

## Reprezentační kariéra
Českou republiku reprezentoval v roce 2013 na Mistrovství světa hráčů do 18 let v Rusku, kde se v týmu sešel s dalším hráčem Blackhawks Davidem Kämpfem. V 5 utkáních si připsal 5 asistencí a dělil se o 1. místo v produktivitě národního týmu. Na Mistrovství světa juniorů 2015 v Kanadě byl kapitánem týmu a znovu se v týmu sešel s Kämpfem.
Do seniorské reprezentace se poprvé podíval v sezoně 2015–16, když odehrál 8 utkání v rámci Euro Hockey Tour. První velkou reprezentační akcí pro něj byly Zimní olympijské hry 2018 v Pchjongčchangu, kde v 5 utkáních vstřelil 2 góly. Na MS 2018 pak nasbíral 8 bodů (3+5) v 8 utkáních a byl nejproduktivnějším hráčem národního týmu. Zároveň byl vyhlášen jedním ze 3 nejlepších hráčů České republiky na turnaji. O rok později na Slovensku se zlepšil na 12 bodů (6+6) v 10 utkáních a dělil se o 3. místo v produktivitě národního týmu. Češi v utkání o bronz podlehli Rusku. Na MS 2021 nasbíral 6 bodů (3+3) a byl nejproduktivnějším hráčem a zároveň vyhlášen jedním ze 3 nejlepších hráčů České republiky na turnaji.

## Ocenění a úspěchy
- 2011 ČHL-18 – Nejvíce vstřelených vítězných branek
- 2016 ČHL – Nejlepší střelec
- 2016 ČHL – Nejlepší střelec v přesilových hrách
- 2017 ČHL – Nejlepší střelec
- 2017 ČHL – Nejlepší střelec v přesilových hrách
- 2018 MS – Top tří nejlepších hráčů v týmu
- 2019 NL – Media All-Star Tým
- 2019 NL – Hráč roku
- 2019 NL – Nejužitečnější hráč
- 2019 NL – Nejproduktivnější hráč
- 2020 NHL – All-Rookie Tým
- 2020 NHL – Nejvíce vstřelených branek mezi nováčky
- 2020 NHL – Nejlepší nováček měsíce ledna 2011
- 2021 MS – Top tří nejlepších hráčů v týmu
- 2023 MS – Top tří nejlepších hráčů v týmu
- 2023 MS – Nejlepší střelec
- 2023 MS – All-Star Tým
- 2025 NL – Nejlepší střelec

## Prvenství
- Debut v NHL – 4. října 2019 (Philadelphia Flyers proti Chicago Blackhawks)
- První gól v NHL – 10. října 2019 (Chicago Blackhawks proti San Jose Sharks, brankáři Aaron Dell)
- První asistence v NHL – 12. října 2019 (Chicago Blackhawks proti Winnipeg Jets)
- První hattrick v NHL – 27. února 2020 (Tampa Bay Lightning proti Chicago Blackhawks)

## Klubová statistika
| Sezóna       | Klub                    | Soutěž       |     | Základní část | Základní část | Základní část | Základní část | Základní část |   | Play off | Play off | Play off | Play off | Play off |
| Sezóna       | Klub                    | Soutěž       | Z   | G             | A             | B             | TM            | Z             | G | A        | B        | TM       |          |          |
| 2011/12      | HC Plzeň 1929           | ČHL-20       | 24  | 11            | 6             | 17            | 22            | 2             | 1 | 2        | 3        | 0        |          |          |
| 2011/12      | HC Škoda Plzeň          | ČHL-20       | 8   | 1             | 0             | 1             | 0             | —             | — | —        | —        | —        |          |          |
| 2012/13      | Sudbury Wolves          | OHL          | 67  | 17            | 17            | 34            | 25            | 9             | 3 | 3        | 6        | 4        |          |          |
| 2013/14      | Sudbury Wolves          | OHL          | 36  | 13            | 10            | 23            | 35            | —             | — | —        | —        | —        |          |          |
| 2013/14      | Kitchener Rangers       | OHL          | 23  | 5             | 1             | 6             | 11            | —             | — | —        | —        | —        |          |          |
| 2014/15      | HC Škoda Plzeň          | ČHL-20       | 16  | 18            | 9             | 27            | 14            | 4             | 3 | 2        | 5        | 2        |          |          |
| 2014/15      | HC Škoda Plzeň          | ČHL          | 35  | 3             | 4             | 7             | 35            | 4             | 1 | 1        | 2        | 2        |          |          |
| 2014/15      | HC Rebel Havlíčkův Brod | 1.ČHL        | 4   | 1             | 1             | 2             | 4             | —             | — | —        | —        | —        |          |          |
| 2014/15      | SHC Klatovy             | 2.ČHL        | 2   | 1             | 0             | 1             | 0             | —             | — | —        | —        | —        |          |          |
| 2015/16      | HC Škoda Plzeň          | ČHL          | 48  | 25            | 15            | 40            | 20            | 11            | 1 | 3        | 4        | 8        |          |          |
| 2016/17      | HC Škoda Plzeň          | ČHL          | 51  | 29            | 19            | 48            | 22            | 11            | 3 | 2        | 5        | 2        |          |          |
| 2017/18      | HC Ambrì-Piotta         | NL           | 25  | 10            | 17            | 27            | 39            | —             | — | —        | —        | —        |          |          |
| 2017/18      | HC Škoda Plzeň          | ČHL          | 20  | 16            | 8             | 24            | 2             | —             | — | —        | —        | —        |          |          |
| 2018/19      | HC Ambrì-Piotta         | NL           | 50  | 25            | 32            | 57            | 18            | 5             | 1 | 5        | 6        | 6        |          |          |
| 2019/20      | Chicago Blackhawks      | NHL          | 68  | 30            | 16            | 46            | 16            | 9             | 4 | 4        | 8        | 4        |          |          |
| 2020/21      | Chicago Blackhawks      | NHL          | 56  | 17            | 21            | 38            | 18            | —             | — | —        | —        | —        |          |          |
| 2021/22      | Chicago Blackhawks      | NHL          | 78  | 15            | 17            | 32            | 16            | —             | — | —        | —        | —        |          |          |
| 2022/23      | Detroit Red Wings       | NHL          | 81  | 20            | 25            | 45            | 24            | —             | — | —        | —        | —        |          |          |
| 2023/24      | Ottawa Senators         | NHL          | 74  | 11            | 4             | 15            | 19            | —             | — | —        | —        | —        |          |          |
| Celkem v ČHL | Celkem v ČHL            | Celkem v ČHL | 162 | 74            | 46            | 120           | 79            | 26            | 5 | 6        | 11       | 12       |          |          |
| Celkem v NHL | Celkem v NHL            | Celkem v NHL | 357 | 93            | 83            | 176           | 93            | 9             | 4 | 4        | 8        | 4        |          |          |

## Reprezentace
| Rok                       | Tým                       | Soutěž                    | Z  | G  | A  | B  | TM |
| ------------------------- | ------------------------- | ------------------------- | -- | -- | -- | -- | -- |
| 2013                      | Česko 18                  | MS-18                     | 5  | 0  | 5  | 5  | 14 |
| 2015                      | Česko 20                  | MSJ                       | 5  | 1  | 0  | 1  | 0  |
| 2018                      | Česko                     | OH                        | 5  | 2  | 0  | 2  | 2  |
| 2018                      | Česko                     | MS                        | 8  | 3  | 5  | 8  | 0  |
| 2019                      | Česko                     | MS                        | 10 | 6  | 6  | 12 | 0  |
| 2021                      | Česko                     | MS                        | 7  | 3  | 3  | 6  | 0  |
| 2023                      | Česko                     | MS                        | 8  | 8  | 4  | 12 | 0  |
| 2024                      | Česko                     | MS                        | 10 | 5  | 3  | 8  | 4  |
| Juniorská kariéra celkově | Juniorská kariéra celkově | Juniorská kariéra celkově | 10 | 1  | 5  | 6  | 14 |
| Seniorská kariéra celkově | Seniorská kariéra celkově | Seniorská kariéra celkově | 48 | 27 | 21 | 48 | 6  |